# Finley Hamilton
Finley Hamilton (* 19. Juni 1886 in Vincent, Owsley County, Kentucky; † 10. Januar 1940 in London, Kentucky) war ein US-amerikanischer Politiker. Zwischen 1933 und 1935 vertrat er den Bundesstaat Kentucky im US-Repräsentantenhaus.

## Werdegang
Finley Hamilton besuchte die öffentlichen Schulen seiner Heimat sowie das Berea College. Zwischen 1907 und 1915 war er als Soldat der US Army auf den Philippinen und in Alaska stationiert. Nach einem Jurastudium und seiner Zulassung als Rechtsanwalt begann er in London in diesem Beruf zu arbeiten. Während des Ersten Weltkrieges war Hamilton erneut Soldat in der Army. Dabei wurde er auf dem französischen Kriegsschauplatz in einer Nachrichteneinheit eingesetzt.
Hamilton war Mitglied der Demokratischen Partei.  Bei den Kongresswahlen des Jahres 1932 wurde er im dritten Wahlbezirk von Kentucky in das US-Repräsentantenhaus in Washington, D.C. gewählt, wo er am 4. März 1933 die Nachfolge von John William Moore antrat. Da er im Jahr 1934 auf eine erneute Kandidatur verzichtete, konnte er bis zum 3. März 1935 nur eine Legislaturperiode im Kongress absolvieren. In dieser Zeit wurden die ersten New-Deal-Gesetze der Bundesregierung unter Präsident Franklin D. Roosevelt verabschiedet. Außerdem wurde im Jahr 1933 mit dem 21. Verfassungszusatz der aus dem Jahr 1919 stammende 18. Zusatzartikel aufgehoben, der den Handel mit alkoholischen Getränken untersagte.
Nach seiner Zeit im US-Repräsentantenhaus praktizierte Finley Hamilton wieder als Anwalt. Er starb am 10. Januar 1940 in London und wurde dort auch beigesetzt.